# Горбик Ольга Федорівна
Ольга Федорівна Горбик (нар. 12 березня 1944) — українська радянська діячка, новатор сільськогосподарського виробництва, оператор машинного доїння колгоспу імені Гагаріна Козелецького району Чернігівської області. Кандидат в члени ЦК КПУ у 1986—1990 роках.

## Біографія
У 1970-х—1990-х роках — доярка, оператор машинного доїння колгоспу імені Гагаріна села Олексіївщини Козелецького району Чернігівської області. Член КПРС.
Потім — на пенсії у селищі Козелець Чернігівської області.

## Нагороди
- орден Жовтневої революції
- ордени
- медалі